# Asienspiele 1962/Badminton
Titelträger im Badminton wurden bei den Asienspielen 1962 in Jakarta in vier Einzel- und zwei Mannschaftsdisziplinen ermittelt. Das Mixed stand 1962 noch nicht im Programm der Spiele. Die Spiele fanden vom 24. August bis zum 4. September 1962 statt. Die Badmintonwettbewerbe starteten am 25. August. Von den insgesamt 18 an den Spielen teilnehmenden Nationen fehlen Afghanistan, Burma, Nepal, Nordborneo, Pakistan, Sarawak, Südvietnam und Sri Lanka in den Startlisten beim Badminton. Thailand zog während des Finales gegen Indonesien im Herrenteamwettbewerb und der Benachteiligung von Charoen Wattanasin im Spiel gegen Tan Joe Hok durch den indonesischen Schiedsrichter seine Mannschaft von den Einzelwettbewerben zurück.

## Medaillengewinner
| Disziplin    | Gold                                                                                          | Silber | Bronze                                                                                 |
| ------------ | --------------------------------------------------------------------------------------------- | --- | -------------------------------------------------------------------------------------- |
| Herreneinzel | Tan Joe Hok                                                                                   | Teh Kew San | Ferry Sonneville                                                                       |
| Dameneinzel  | Minarni                                                                                       | Corry Kawilarang | Happy Herowati                                                                         |
| Herrendoppel | Tan Yee Khan Ng Boon Bee                                                                      | Tan Joe Hok Liem Tjeng Kiang                                                                                           | Tutang Djamaluddin A. P. Unang                                                         |
| Damendoppel  | Minarni Retno Koestijah                                                                       | Corry Kawilarang Happy Herowati                                                                                        | Tan Gaik Bee Ng Mei Ling                                                               |
| Herrenteam   | Indonesien (Tan Joe Hok, Liem Tjeng Kiang, Ferry Sonneville, Tutang Djamaluddin, A. P. Unang) | Thailand (Charoen Wattanasin, Channarong Ratanaseangsuang, Raphi Kanchanaraphi, Narong Bhornchima, Sangob Rattanusorn) | Malaya (Tan Yee Khan, Ng Boon Bee, Billy Ng, Yew Cheng Hoe, Teh Kew San)               |
| Damenteam    | Indonesien (Minarni, Retno Koestijah, Corry Kawilarang, Happy Herowati, Goei Kiok Nio)        | Malaya (Tan Gaik Bee, Ng Mei Ling, Annie Keong, Kok Lee Ying, Jean Moey)                                               | Thailand (Pratuang Pattabongse, Prathin Pattabongse, Sumol Chanklum, Boopha Kaenthong) |

## Finale
| Disziplin    | Sieger                   | Finalist                        | Ergebnis          |
| ------------ | ------------------------ | ------------------------------- | ----------------- |
| Herreneinzel | Tan Joe Hok              | Teh Kew San                     | 15–9, 15–3        |
| Dameneinzel  | Minarni                  | Corry Kawilarang                | 11–4, 7–11, 11–7  |
| Herrendoppel | Ng Boon Bee Tan Yee Khan | Tan Joe Hok Liem Tjeng Kiang    | 15–13, 18–17      |
| Damendoppel  | Minarni Retno Koestijah  | Corry Kawilarang Happy Herowati | 9–15, 15–12, 15–6 |

## Medaillenspiegel
| Platz | Land        | Gold | Silber | Bronze | Gesamt |
| ----- | ----------- | ---- | ------ | ------ | ------ |
| 1     | Indonesien  | 5    | 3      | 3      | 11     |
| 2     | Malaya      | 1    | 2      | 2      | 5      |
| 3     | Thailand    | 0    | 1      | 1      | 2      |
| 4     | Japan       | 0    | 0      | 0      | 0      |
|       | Kambodscha  | 0    | 0      | 0      | 0      |
|       | Philippinen | 0    | 0      | 0      | 0      |
|       | Sarawak     | 0    | 0      | 0      | 0      |
|       | Singapur    | 0    | 0      | 0      | 0      |
|       | Südkorea    | 0    | 0      | 0      | 0      |
|       | Indien      | 0    | 0      | 0      | 0      |

## Referenzen
- http://eresources.nlb.gov.sg/newspapers/Digitised/Page/straitstimes19620904-1.1.19.aspx
- https://eresources.nlb.gov.sg/newspapers/Digitised/Article/straitstimes19620903-1.2.89
- https://eresources.nlb.gov.sg/newspapers/Digitised/Page/straitstimes19620901-1.1.18